# ATP Challenger Neu-Delhi
Das ATP Challenger Neu-Delhi (offizieller Name: Delhi Open) ist ein Tennisturnier in Neu-Delhi, Indien, das mit Unterbrechungen seit 1999 stattfindet. Es ist Teil der ATP Challenger Tour und wird im Freien auf Hartplatz ausgetragen.

## Liste der Sieger
Somdev Devvarman gewann als einziger Spieler im Einzel zwei Ausgaben seines Heimturnieres und ist mit Harsh Mankad und Ashutosh Singh, die jeweils zweimal im Doppel erfolgreich waren, der erfolgreichste Spieler des Turniers.

### Einzel
| Jahr                         | Sieger               | Finalgegner          | Ergebnis        |
| ---------------------------- | -------------------- | -------------------- | --------------- |
| 2025                         | Kyrian Jacquet       | Billy Harris         | 6:4, 6:2        |
| 2024                         | Geoffrey Blancaneaux | Coleman Wong         | 6:4, 6:2        |
| 2017–2023: nicht ausgetragen |                      |                      |                 |
| 2016                         | Stéphane Robert      | Saketh Myneni        | 6:3, 6:0        |
| 2015                         | Somdev Devvarman (2) | Yuki Bhambri         | 3:6, 6:4, 6:0   |
| 2014                         | Somdev Devvarman (1) | Alexander Nedowessow | 6:3, 6:1        |
| 2009–2013: nicht ausgetragen |                      |                      |                 |
| 2008 (4)                     | Dieter Kindlmann     | Joshua Goodall       | 7:63, 6:3       |
| 2008 (3)                     | Conor Niland         | Tomáš Cakl           | 6:4, 6:4        |
| 2008 (2)                     | Gō Soeda             | Lu Yen-hsun          | 6:3, 3:6, 6:4   |
| 2008 (1)                     | Lu Yen-hsun          | Brendan Evans        | 5:7, 7:65, 6:3  |
| 2007 (2)                     | Michail Jelgin       | Tomáš Cakl           | 7:64, 6:76, 6:3 |
| 2007 (1)                     | Aisam-ul-Haq Qureshi | An Jae-sung          | 7:5, 6:4        |
| 2004–2006: nicht ausgetragen |                      |                      |                 |
| 2003                         | Ivo Heuberger        | Danai Udomchoke      | 6:2, 6:3        |
| 2000–2002: nicht ausgetragen |                      |                      |                 |
| 1999                         | Leander Paes         | Mahesh Bhupathi      | 7:5, 6:4        |

### Doppel
| Jahr                         | Sieger                                | Finalgegner                                | Ergebnis          |
| ---------------------------- | ------------------------------------- | ------------------------------------------ | ----------------- |
| 2025                         | Masamichi Imamura Riō Noguchi         | Niki Kaliyanda Poonacha Courtney John Lock | 6:4, 6:3          |
| 2024                         | Piotr Matuszewski Matthew Romios      | Jakob Schnaitter Mark Wallner              | 6:4, 6:4          |
| 2017–2023: nicht ausgetragen |                                       |                                            |                   |
| 2016                         | Yuki Bhambri Mahesh Bhupathi          | Saketh Myneni Sanam Singh                  | 6:3, 4:6, [10:5]  |
| 2015                         | Jahor Herassimau Alexander Kudrjawzew | Riccardo Ghedin Toshihide Matsui           | 6:75, 6:4, [10:6] |
| 2014                         | Saketh Myneni Sanam Singh             | Sanchai Ratiwatana Sonchat Ratiwatana      | 7:65, 6:4         |
| 2009–2013: nicht ausgetragen |                                       |                                            |                   |
| 2008 (4)                     | Harsh Mankad (2) Ashutosh Singh (2)   | Rohan Gajjar Purav Raja                    | 4:6, 6:4, [11:9]  |
| 2008 (3)                     | Joshua Goodall James Ward             | Tasuku Iwami Hiroki Kondō                  | 6:4, 6:1          |
| 2008 (2)                     | Harsh Mankad (1) Ashutosh Singh (1)   | Brendan Evans Mustafa Ghouse               | 7:5, 6:3          |
| 2008 (1)                     | Colin Ebelthite Samuel Groth          | Mohammad Ghareeb Illja Martschenko         | 2:6, 7:65, [10:8] |
| 2007 (2)                     | Yu Xinyuan Zeng Shaoxuan              | Michail Jelgin Pawel Tschechow             | 6:3, 6:4          |
| 2007 (1)                     | Rik De Voest Wesley Moodie            | Rohan Bopanna Aisam-ul-Haq Qureshi         | 6:4, 7:64         |
| 2004–2006: nicht ausgetragen |                                       |                                            |                   |
| 2003                         | Radoslaw Lukaew Dmitri Wlassow        | Jonathan Erlich Andy Ram                   | 7:66, 4:6, 6:2    |
| 2000–2002: nicht ausgetragen |                                       |                                            |                   |
| 1999                         | Noam Behr Eyal Ran                    | Barry Cowan Wesley Whitehouse              | 6:3, 4:6, 6:4     |